# Wolfgang Fuhl
Wolfgang Fuhl (geboren am 24. März 1960 in Weil am Rhein) ist ein deutscher Politiker der Alternative für Deutschland (AfD) und ehemaliges Mitglied im Zentralrat der Juden in Deutschland. Er war Gründungsmitglied sowie von 2018 bis Juni 2021 stellvertretender Vorsitzender der Juden in der AfD (JAfD).

## Leben
In seiner Jugend engagierte Fuhl sich ehrenamtlich im Jugendrotkreuz und der Jugendzentrumsbewegung und war Mitglied der Jusos. Nach einer Lehre wurde er zum Vertrauensmann der Gewerkschaft Textil-Bekleidung und Betriebsrat gewählt. Als solcher wurde er Mitglied der Großen Tarifkommission und kam in den Aufsichtsrat seines Arbeitgebers KBC, wo er unter anderem 1997 einen Standortsicherungsvertrag für sein Werk mit ausarbeitete. Er arbeitete zunächst als Drucker und wurde später Abteilungsleiter in dem Textilunternehmen.
2005 wurde er in den Vorstand der Israelitischen Gemeinde in Lörrach und 2007 zum Vorsitzenden des Oberrates der Israelitischen Religionsgemeinschaft Baden gewählt. Ab 2008 gehörte er dem Direktorium des Zentralrats der Juden in Deutschland an. Dort wirkte er an einem Staatsvertrag zwischen den Israelitischen Religionsgemeinschaften und dem Land Baden-Württemberg und am Neubau der Synagoge Lörrach mit, die im November 2008 eingeweiht wurde.

### Politik
Nach eigenen Angaben wurde Fuhl „mit den Jahren immer konservativer“, nachdem er Vater geworden sei und Ärger mit Behörden und Schulen bekommen habe. Er habe gesehen, wie sich die Zusammensetzung von Schulklassen ändere, wie seine Kinder von anderen angegangen würden und mittlerweile in der Schule wieder das Schimpfwort „Du Jude!“ verwendet würde. Kurz nach ihrer Gründung 2013 trat Fuhl der AfD bei und kandidierte im selben Jahr bereits für den Deutschen Bundestag.
Sein Parteieintritt habe in der jüdischen Gemeinschaft teilweise Kopfschütteln, überwiegend jedoch Lob hervorgerufen. Er selbst habe in der AfD nie Antisemitismus erfahren, die judenfeindlichen Entgleisungen von Wolfgang Gedeon seien ein Einzelfall. Mit Ausnahme des Schächtverbotes im AfD-Programm sehe er sich ganz auf Linie der Partei. Juden seien in der AfD sogar überrepräsentiert, weil sie, so Fuhl, wegen der „Islamisierung“ besorgt seien. Im Gegensatz zu Gregor Gysi habe er auf Parteitagen noch nie auf die Toilette flüchten müssen. Anders als bei der CDU könne bei der AfD niemand Mitglied werden, der in der NPD gewesen sei. Björn Höcke sähe er lieber nicht in der Partei, dessen Dresdner Rede sei jedoch nicht antisemitisch und von der Meinungsfreiheit gedeckt gewesen.
Bei der Landtagswahl in Baden-Württemberg 2016 trat Fuhl als Direktkandidat der AfD im Wahlkreis Lörrach an und erhielt rund 13 Prozent der Stimmen. Bei der Bundestagswahl 2017 kandidierte er im Wahlkreis Lörrach–Müllheim und erhielt 9,6 Prozent.
Im Oktober 2018 gehörte Fuhl zu den Mitgründern der parteiinternen Gruppierung Juden in der AfD (JAfD) und wurde deren stellvertretender Vorstandsvorsitzender. Nach heftiger Kritik durch den Zentralrat der Juden erklärte er, man sei zu einem kritischen Dialog mit dem Zentralrat bereit. Jüdische Werte und die der Partei passten zusammen, da die AfD „die konservative Partei in Deutschland“ und viele Juden wertkonservative Menschen seien. Jüdische Verbände hätten sich der Politik von Bundeskanzlerin Angela Merkel freiwillig „unterworfen“, sie habe es geschafft, die Juden in Deutschland zu „spalten“.
Bei den Kommunalwahlen in Baden-Württemberg 2024 kandidierte er trotz AfD-Parteizugehörigkeit nicht für die AfD, sondern die Bürgervereinigung „Bürger für Lörrach“.

### Privates
Fuhl ist verheiratet, hat zwei Töchter und lebt in Lörrach.

## Auszeichnungen
- Verdienstorden des Landes Baden-Württemberg (2011)[3]